# Právo kolektivně vyjednávat
Právo kolektivně vyjednávat je základní právo zaměstnanců a zaměstnavatelů jednat o pracovních podmínkách a podmínkách zaměstnání za účelem dosažení dohody, typicky ve formě kolektivní smlouvy. Naplňuje se formou dialogu, kdy zájmy zaměstnanců brání jedna nebo více odborových organizací a zájmy zaměstnavatele jeden či více zaměstnavatelů, popřípadě jejich svazy, a jehož cílem je dosažení konsensu v pracovněprávních otázkách mezi oběma stranami.

## Mezinárodní úprava
Právo kolektivně vyjednávat je zakotveno v řadě mezinárodních dokumentů. Všeobecná deklarace lidských práv ve svém článku 23 odstavec 4 stanovuje právo zakládat odborové organizace na ochranu svých zájmů a přistupovat k nim. Dalším klíčovým dokumentem je Mezinárodní pakt o hospodářských, sociálních a kulturních právech, jehož článek 8 odstavec 1 ukotvuje právo na zakládání odborových organizací a přístup k nim za účelem ochrany a uplatňování hospodářských a sociálních zájmů, jakož i právo na stávku. Obdobně Mezinárodní pakt o občanských a politických právech v článku 22 upravuje právo zakládat odborové organizace.
Významnou roli hraje Mezinárodní organizace práce (MOP), která přijala řadu úmluv a doporučení týkajících se kolektivního vyjednávání. Mezi nejdůležitější patří:
- Úmluva č. 87 o svobodě sdružování a ochraně práva odborově se sdružovat z roku 1948, která zakotvuje základní princip svobody sdružování jako prostředku ke zlepšení podmínek v zaměstnání[6]
- Úmluva č. 98 o právu organizovat se a kolektivně vyjednávat z roku 1949[7]
- Úmluva č. 154 o podpoře kolektivního vyjednávání z roku 1981, která definuje kolektivní vyjednávání[8]

Dále existují doporučení Mezinárodní organizace práce, která stanovují pravidla a principy pro tuto oblast, například:
- Doporučení č. 91 o kolektivních smlouvách z roku 1951[9]
- Doporučení č. 163 o kolektivním vyjednávání z roku 1981[10]

Na evropské úrovni je právo kolektivně vyjednávat chráněno Úmluvou o ochraně lidských práv a základních svobod (Evropská úmluva), jejíž článek 11 zaručuje svobodu sdružování, včetně práva zakládat odbory nebo vstupovat do nich na obranu svých zájmů. Evropská sociální charta v článku 6 pak podrobněji rozvádí právo na kolektivní vyjednávání a stanoví povinnost smluvních států podporovat společné konzultace, mechanismy pro dobrovolné vyjednávání a smírčí řízení, jakož i zajišťovat právo na stávku. V rámci Evropské unie je právo na kolektivní vyjednávání zakotveno v Listině základních práv EU v článku 28, která pracovníkům a zaměstnavatelům či jejich organizacím uznává právo uzavírat kolektivní smlouvy na vhodných úrovních a v případě konfliktu zájmů zaručuje právo na stávku.

## Právní úprava v České republice

### Ústavní úroveň
V České republice je právo kolektivně vyjednávat chráněno na ústavní úrovni. Klíčovými ustanoveními jsou článek 10 Ústavy České republiky a články 20 a 27 Listiny základních práv a svobod.
Článek 10 Ústavy stanoví, že vyhlášené mezinárodní smlouvy, k jejichž ratifikaci dal Parlament souhlas a jimiž je Česká republika vázána, jsou součástí právního řádu a mají přednost před zákonem, pokud stanoví něco jiného.
V rámci Listiny základních práv a svobod článek 20 odstavec 1 zaručuje svobodu sdružování obecně, zatímco článek 27 odstavec 1 Listiny zakotvuje koaliční svobodu, tedy právo se svobodně sdružovat s jinými na ochranu svých hospodářských a sociálních zájmů, a odstavec 4 pak zaručuje právo na stávku za podmínek stanovených zákonem.

### Zákonná úroveň
Na zákonné úrovni je proces kolektivního vyjednávání upraven především zákonem č. 2/1991 Sb., o kolektivním vyjednávání. Tento zákon upravuje vyhlášení kolektivních smluv vyššího stupně, základní postup při uzavírání kolektivních smluv a postup při řešení případných kolektivních sporů.
Základním předpisem pro samotné kolektivní smlouvy je pak zákoník práce (zákon č. 262/2006 Sb.). Zákoník práce stanovuje obecná pravidla pro kolektivní smlouvy, jejich obsah, platnost a účinnost, a zavádí dělení kolektivních smluv na podnikové a vyššího stupně.

## Subjekty kolektivního vyjednávání
Subjekty kolektivního vyjednávání jsou na straně zaměstnanců především odborové organizace. Český právní řád považuje odborové organizace za nejvýznamnější subjekt reprezentující zájmy zaměstnanců. Významnost odborů spočívá nejen v právu kolektivně vyjednávat, ale také v dalších právech, jako je právo na informace, spolurozhodování, kontrolu bezpečnosti práce a účast v legislativním procesu.
Odborové organizace se mohou sdružovat do odborových svazů a nejvyšší jednotkou odborového sdružování jsou odborové centrály (konfederace), jako je například Českomoravská konfederace odborových svazů (ČMKOS).
Na straně zaměstnavatelů stojí v kolektivním vyjednávání zaměstnavatel nebo skupina zaměstnavatelů či organizace zaměstnavatelů (svazy). Zaměstnavatelské svazy sdružují zaměstnavatele podle odvětví jejich činnosti a mohou uzavírat kolektivní smlouvy vyššího stupně. Příkladem zaměstnavatelské organizace je Konfederace zaměstnavatelských a podnikatelských svazů ČR.
V České republice působí i Rada hospodářské a sociální dohody České republiky (RHSD ČR), tzv. tripartita, jako dobrovolný dohodovací a iniciativní orgán odborů, zaměstnavatelů a vlády ČR, kde se projednávají otázky sociálního dialogu.

## Výstupy kolektivního vyjednávání
Hlavním výstupem úspěšného kolektivního vyjednávání je kolektivní smlouva. Kolektivní smlouva je dvoustranným právním jednáním  sui generis, která má svou normativní a obligační povahu. 
Normativní povahu mají ta ujednání, která upravují nároky blíže neurčeného okruhu zaměstnanců (např. právo na odměnu při pracovním jubileu, více dní dovolené apod.). Zjednodušeně řečeno to jsou takové nároky, kterých se mohou jednotliví zaměstnanci domáhat i u soudu. Obligační povahu pak mají zpravidla taková ujednání, které upravují kolektivní vztahy mezi zaměstnavateli a zaměstnanci, z nichž ovšem nemají jednotliví zaměstnanci individuální nároky.
Kolektivní smlouvy se dělí na podnikové kolektivní smlouvy, uzavírané mezi zaměstnavatelem a odborovou organizací působící u tohoto zaměstnavatele, a kolektivní smlouvy vyššího stupně, uzavírané mezi organizací zaměstnavatelů a odborovou organizací na odvětvové či oborové úrovni. Závaznost kolektivní smlouvy vyššího stupně může být za určitých podmínek rozšířena i na zaměstnavatele, kteří nejsou její stranou, pokud jejich činnost převažuje v daném odvětví. K tomu je nutné, aby strany kolektivní smlouvy navrhly její vyhlášení ve Sbírce zákonů.
V sektoru veřejné správy se může uzavírat kolektivní dohoda, která se uzavírá pro zaměstnance ve veřejnoprávním vztahu a její obsah je omezen zákonnými předpisy upravujícími tento vztah.

## Řešení sporů
V případě neúspěchu kolektivního vyjednávání může vzniknout kolektivní právní spor. Zákon o kolektivním vyjednávání upravuje postupy pro řešení sporů o uzavření kolektivní smlouvy nebo o plnění závazků z kolektivní smlouvy. První fází je zpravidla řízení před zprostředkovatelem, které má za cíl napomoci stranám dosáhnout dohody. Pokud ani zprostředkování nevede k dohodě, mohou se strany obrátit na rozhodce, jehož rozhodnutí je v některých případech závazné. Krajním prostředkem řešení sporu o uzavření kolektivní smlouvy na straně zaměstnanců je stávka a na straně zaměstnavatele výluka. Právo na stávku je zaručeno Listinou základních práv a svobod, avšak podmínky jeho výkonu stanoví zákon o kolektivním vyjednávání.